# 62. Primetime Emmy-gála
A 62. Primetime Emmy-gála során a 2009 és 2010 között főműsoridőben bemutatott, amerikai televíziós programokat értékelték. A jelölteket az Academy of Television Arts & Sciences választotta ki. A Los Angeles-i Nokia Theatreben tartott ceremóniát az NBC tűzte műsorra 2009. szeptember 20-án. A műsor házigazdája Jimmy Fallon volt.

## Győztesek és jelöltek
A nyertesek félkövérrel jelölve.

### Műsorok
| Legjobb vígjátéksorozat | Legjobb drámasorozat |
| --- | --- |
| - Modern család (ABC) - A stúdió (NBC) - Félig üres (HBO) - Glee – Sztárok leszünk! (Fox) - Jackie nővér (Showtime) - Office (NBC)                                                                 | - Mad Men – Reklámőrültek (AMC) - Breaking Bad – Totál szívás (AMC) - Dexter (Showtime) - A férjem védelmében (CBS) - Lost – Eltűntek (ABC) - True Blood – Inni és élni hagyni (HBO) |
| Legjobb tévéfilm | Legjobb minisorozat |
| - Temple Grandin (HBO) - Végjáték (PBS) - Georgia O'Keeffe (Lifetime) - Holdrakéta - Az Apollo 11 repülése (History) - Különleges kapcsolat (HBO) - Dr. Halál (HBO)                                | - The Pacific - A hős alakulat (HBO) - Cranford (PBS) |
| Legjobb varieté szkeccssorozat | Legjobb vetélkedő |
| - The Daily Show with Jon Stewart (Comedy Central) - The Colbert Report (Comedy Central) - Real Time with Bill Maher (HBO) - Saturday Night Live (NBC) - The Tonight Show with Conan O'Brien (NBC) | - Szakácsok gyöngye (Bravo) - Versenyfutás a világ körül (CBS) - American Idol (Fox) - Dancing with the Stars (ABC) - Leendő divatdiktátorok (Lifetime)                              |

### Színészek

#### Főszereplők
| Legjobb férfi főszereplő (vígjátéksorozat) | Legjobb női főszereplő (vígjátéksorozat) |
| --- | --- |
| - Jim Parsons – Agymenők (Sheldon Cooper) (CBS) (Epizód: “Lámpaláz”) - Alec Baldwin – A stúdió (Jack Donaghy) (NBC) - Steve Carell – Office (Michael Scott) (NBC) - Larry David – Félig üres (Önmaga) (HBO) - Matthew Morrison – Glee – Sztárok leszünk! (Will Schuester) (Fox) (Epizód: “Jótanácsok házasulandóknak”) - Tony Shalhoub – Monk – A flúgos nyomozó (Adrian Monk) (USA) | - Edie Falco – Jackie nővér (Jackie Peyton) (Showtime) - Toni Collette – Tara alteregói (Tara Gregson) (Showtime) - Tina Fey – A stúdió (Liz Lemon) (NBC) - Julia Louis-Dreyfus – Christine kalandjai (Christine Campbell) (CBS) - Lea Michele – Glee – Sztárok leszünk! (Rachel Berry) (Fox) (Epizód: “Az első ütközet”) - Amy Poehler – Városfejlesztési osztály (Leslie Knope) (NBC)                                  |
| Legjobb férfi főszereplő (drámasorozat) | Legjobb női főszereplő (drámasorozat) |
| - Bryan Cranston – Breaking Bad – Totál szívás (Walter White) (AMC) - Kyle Chandler – Friday night lights - Tiszta szívvel foci (Eric Taylor) (DirecTV) - Matthew Fox – Lost – Eltűntek (Jack Shephard) (ABC) - Michael C. Hall – Dexter (Dexter Morgan) (Showtime) - Jon Hamm – Mad Men – Reklámőrültek (Don Draper) (AMC) - Hugh Laurie – Doktor House (Gregory House) (Fox)       | - Kyra Sedgwick – A főnök (Brenda Leigh Johnson) (TNT) - Connie Britton – Friday night lights - Tiszta szívvel foci (Tami Taylor) (DirecTV) - Glenn Close – A hatalom hálójában (Patty Hewes) (FX) - Mariska Hargitay – Esküdt ellenségek: Különleges ügyosztály (Olivia Benson) (NBC) - January Jones – Mad Men – Reklámőrültek (Betty Draper) (AMC) - Julianna Margulies – A férjem védelmében (Alicia Florrick) (CBS) |
| Legjobb férfi főszereplő (minisorozat, antológiasorozat vagy tévéfilm) | Legjobb női főszereplő (minisorozat, antológiasorozat vagy tévéfilm) |
| - Al Pacino – Dr. Halál (Jack Kevorkian( (HBO) - Jeff Bridges – Kutya egy év (Jon Katz) (HBO) - Ian McKellen – The Prisoner (Number Two) (AMC) - Dennis Quaid – Különleges kapcsolat (Bill Clinton (HBO) - Michael Sheen – Különleges kapcsolat (Tony Blair (HBO) | - Claire Danes – Temple Grandin (Temple Grandin) (HBO) - Joan Allen – Georgia O'Keeffe (Georgia O’Keeffe) (Lifetime) - Hope Davis – Különleges kapcsolat (Hillary Clinton) (HBO) - Judi Dench – Cranford (Matilda "Matty" Jenkyns) (PBS) - Maggie Smith – Nyomasztó múlt (Mary Gilbert) (HBO) |

#### Mellékszereplők
| Legjobb férfi mellékszereplő (vígjátéksorozat) | Legjobb női mellékszereplő (vígjátéksorozat) |
| --- | --- |
| - Eric Stonestreet – Modern család (Cameron Tucker) (ABC) (Epizód: “Kalandos szülinap”) - Ty Burrell – Modern család (Phil Dunphy) (ABC) (Epizód: “Álmatlanul”) - Chris Colfer – Glee – Sztárok leszünk! (Kurt Hummel) (Fox) (Epizód: “Hozzáállás kérdése”) - Jon Cryer – Két pasi – meg egy kicsi (Dr. Alan Harper) (CBS) - Jesse Tyler Ferguson – Modern család (Mitchell Pritchett) (ABC) (Epizód: “Repül a madárka!”) - Neil Patrick Harris – Így jártam anyátokkal (Barney Stinson) (CBS) | - Jane Lynch – Glee – Sztárok leszünk! (Sue Sylvester (Fox) (Epizód: “Madonna hatalma”) - Julie Bowen – Modern család (Claire Dunphy) (ABC) (Epizód: “Valentin-napi balfogások”) - Jane Krakowski – A stúdió (Jenna Maroney) (NBC) - Holland Taylor – Két pasi – meg egy kicsi (Evelyn Harper) (CBS) - Sofía Vergara – Modern család (Gloria Delgado-Pritchett) (ABC) (Epizód: “Az én házamban soha!”) - Kristen Wiig – Saturday Night Live (További szereplők) (NBC) |
| Legjobb férfi mellékszereplő (drámasorozat) | Legjobb női mellékszereplő (drámasorozat) |
| - Aaron Paul – Breaking Bad – Totál szívás (Jesse Pinkman) (AMC) - Andre Braugher – Men of a Certain Age (Owen Thoreau Jr.) (TNT) - Michael Emerson – Lost – Eltűntek (Benjamin Linus) (ABC) - Terry O’Quinn – Lost – Eltűntek (John Locke / Fekete füst) (ABC) - Martin Short – A hatalom hálójában (Leonard Winstone) (FX) - John Slattery – Mad Men – Reklámőrültek (Roger Sterling Jr.) (AMC)                                                                                              | - Archie Panjabi – A férjem védelmében (Kalinda Sharma) (CBS) - Christine Baranski – A férjem védelmében (Diane Lockhart) (CBS) - Rose Byrne – A hatalom hálójában (Ellen Parsons) (FX) - Sharon Gless – Minden lében négy kanál (Madeline Westen) (USA) - Christina Hendricks – Mad Men – Reklámőrültek (Joan Harris) (AMC) - Elisabeth Moss – Mad Men – Reklámőrültek (Peggy Olson) (AMC)                                                                           |
| Legjobb férfi mellékszereplő (minisorozat, antológiasorozat vagy tévéfilm) | Legjobb női mellékszereplő (minisorozat, antológiasorozat vagy tévéfilm) |
| - David Strathairn – Temple Grandin (Dr. Carlock) (HBO) - Michael Gambon – Emma (Mr. Woodhouse) (PBS) - John Goodman – Dr. Halál (Neal Nicol) (HBO) - Jonathan Pryce – Cranford (Mr. Buxton) (PBS) - Patrick Stewart – Hamlet (Claudius király / Szellem) (PBS) | - Julia Ormond – Temple Grandin (Eustacia Grandin) (HBO) - Kathy Bates – Alice (Szív Királynő) (SyFy) - Catherine O’Hara – Temple Grandin (Ann néni) (HBO) - Susan Sarandon – Dr. Halál (Janet Good) (HBO) - Brenda Vaccaro – Dr. Halál (Margo Janus) (HBO) |

### Rendezők
| Legjobb rendező (vígjátéksorozat) | Legjobb rendező (drámasorozat) |
| --- | --- |
| - Glee – Sztárok leszünk! (Epizód: "Minden kezdet nehéz") – Ryan Murphy (Fox) - A stúdió (Epizód: "I Do Do") – Don Scardino (NBC) - Glee – Sztárok leszünk! (Epizód: "Sütik és kerekek") – Paris Barclay (Fox) - Modern család (Epizód: "Családi kórkép") – Jason Winer (ABC) - Jackie nővér (Epizód: "Pilot") – Allen Coulter (Showtime)  | - Dexter (Epizód: "Az igazság öl") – Steve Shill (Showtime) - Breaking Bad – Totál szívás (Epizód: "Orvtámadás") – Michelle MacLaren (AMC) - Lost – Eltűntek (Epizód: "Vége") – Jack Bender (ABC) - Mad Men – Reklámőrültek (Epizód: "Aki betette a reklámügynökségre a lábát") – Leslie Linka Glatter (AMC) - Treme (Epizód: "Do You Know What It Means") – Agnieszka Holland (HBO) |
| Legjobb rendező (varietésorozat) | Legjobb rendező (minisorozat, antológiasorozat vagy tévéfilm) |
| - 2010. évi téli olimpiai játékok nyitóeseménye – Bucky Gunts (NBC) - 25. Rock and Roll Hall of Fame koncert – Joel Gallen (HBO) - In Performance at the White House: A Celebration of Music from the Civil Rights Movement – Ron de Moraes (PBS) - The Kennedy Center Honors – Louis J. Horvitz (CBS) - 63. Tony-gála – Glenn Weiss (CBS) | - Temple Grandin – Mick Jackson (HBO) - Georgia O'Keeffe – Bob Balaban (Lifetime) - The Pacific - A hős alakulat (Epizód: "Iwo Jima") – David Nutter, Jeremy Podeswa (HBO) - The Pacific - A hős alakulat (Epizód: "Okinawa") – Tim Van Patten (HBO) - Dr. Halál – Barry Levinson (HBO)                                                                                              |

### Forgatókönyvírók
| Legjobb forgatókönyv (vígjátéksorozat) | Legjobb forgatókönyv (drámasorozat) |
| --- | --- |
| - Modern család (Epizód: "Családi kórkép") – Steven Levitan, Christopher Lloyd (ABC) - A stúdió (Epizód: "Anna Howard Shaw Day") – Matt Hubbard (NBC) - A stúdió (Epizód: "Lee Marvin vs. Derek Jeter") – Kay Cannon, Tina Fey (NBC) - Glee – Sztárok leszünk! (Epizód: "Minden kezdet nehéz") – Ian Brennan, Brad Falchuk, Ryan Murphy (Fox) - Office (Epizód: "Niagara") – Greg Daniels, Mindy Kaling (NBC) | - Mad Men – Reklámőrültek (Epizód: "Csukd be az ajtót, és foglalj helyet!") – Erin Levy, Matthew Weiner (AMC) - Friday night lights - Tiszta szívvel foci (Epizód: "The Son") – Rolin Jones (DirecTV) - A férjem védelmében (Epizód: "Pilot") – Michelle King, Robert King (CBS) - Lost – Eltűntek (Epizód: "Vége") – Carlton Cuse, Damon Lindelof (ABC) - Mad Men – Reklámőrültek (Epizód: "Aki betette a reklámügynökségre a lábát") – Robin Veith, Matthew Weiner (AMC) |
| Legjobb forgatókönyv (varietésorozat) | Legjobb forgatókönyv (minisorozat vagy tévéfilm) |
| - 63. Tony-gála (CBS) - 82. Oscar-gála (ABC) - Bill Maher... De én nem tévedek (HBO) - The Kennedy Center Honors (CBS) - Wanda Sykes: I'ma Be Me (HBO) | - Dr. Halál – Adam Mazer (HBO) - The Pacific - A hős alakulat (Epizód: "Home") – Bruce C. McKenna, Robert Schenkkan (HBO) - The Pacific - A hős alakulat (Epizód: "Iwo Jima") – Michelle Ashford, Robert Schenkkan (HBO) - Különleges kapcsolat – Peter Morgan (HBO) - Temple Grandin – William Merritt Johnson, Christopher Monger (HBO) |

## Műsorvezetők
A gálán az alábbi műsorvezetők működtek közre:
- Jon Hamm
- Betty White
- Jim Parsons
- Sofía Vergara
- Stephen Colbert
- Lauren Graham
- Matthew Perry
- LL Cool J
- Neil Patrick Harris
- Will Arnett
- Keri Russell
- Mariska Hargitay
- Christopher Meloni
- Emily Deschanel
- Nathan Fillion
- Edie Falco
- Boris Kodjoe
- Gugu Mbatha-Raw
- Ann-Margret
- John Lithgow
- Tina Fey
- Matthew Morrison
- Joel McHale
- Jeff Probst
- Ricky Gervais
- Julianna Margulies
- January Jones
- John Krasinski
- Claire Danes
- Maura Tierney
- Blair Underwood
- Stephen Moyer
- Anna Paquin
- Alexander Skarsgård
- Laurence Fishburne
- Tom Selleck
- Ted Danson

## In Memoriam
A gála "in memoriam" szegmense az alábbi elhunyt személyekről emlékezett meg:
- Art Linkletter
- Fess Parker
- Jimmy Dean
- Art Clokey
- Gene Barry
- Roy E. Disney
- Dorothy DeBorba
- Soupy Sales
- Jean Simmons
- Peter Graves
- Robert Culp
- Caroline McWilliams
- Merlin Olsen
- Pernell Roberts
- Patricia Neal
- Bernie West
- David Lloyd
- Maury Chaykin
- Corey Haim
- Edward Woodward
- James Gammon
- Joanne Dillon
- Andrew Koenig
- Gary Coleman
- John Forsythe
- Rue McClanahan
- Phil Harris
- Brittany Murphy
- Dixie Carter
- Lynn Redgrave
- Lena Horne
- Dennis Hopper
- David L. Wolper

## Fordítás
- Ez a szócikk részben vagy egészben  a(z)   62nd Primetime Emmy Awards című angol Wikipédia-szócikk fordításán alapul.  Az eredeti cikk szerkesztőit annak laptörténete sorolja fel. Ez a jelzés csupán a megfogalmazás eredetét és a szerzői jogokat jelzi, nem szolgál a cikkben szereplő információk forrásmegjelöléseként.